# イクマあきら
イクマ あきら（1964年7月25日 - ）は、日本のシンガーソングライター、音楽プロデューサー。福岡県久留米市出身。血液型A型。

## 来歴

### E-ZEE BAND時代
ファンクバンド「E-ZEE BAND」のボーカルとして1990年にROCK IT RECORDSレーベルからCDデビュー。1991年にパイオニアLDCからメジャー・デビュー。シングル13枚、アルバム9枚を発表。'93年のシングル「My Girl」は関西、九州、金沢でチャート1位を獲得。'90年に博多から7人全員上京してのデビューだったが、のちに4人のE-ZEE BANDとして'96年まで活動した。
イクマのみならずバンドメンバー全員がファンク好きで繋がり意気投合し博多で結成された稀なるプリンス系ファンクバンドであった。E-ZEE BANDデビュー時の名付け親はコシノミチコ。
1997年、バンド形態からソロプロジェクトとなる。同年E-ZEE BANDは解散。ニューヨーク・ブルックリンで多国籍セッションを重ね、ひとり完成させた「SWINGIN'」が最後のE-ZEE BANDのアルバムとなるが、その頃の海外での音楽制作（カーニバルミュージック、ワールドミュージック探求の旅）がのちのイクマに多大なる影響を与えることになる。その間、David Rudderに「My Girl」をアルバムでカバーされ、ナイル・ロジャースに自宅スタジオへ招かれた。日本での活動の傍ら、音楽の修行の旅（ニューヨーク、ジャマイカ、トリニダード・トバゴ）を幾度も繰り返していく中で、ワールドミュージックの効用を貪欲に自己の音楽に取り入れ続けてきた。それがのちに沖縄で生まれる独自のアジアンダンスミュージック「ハイパー・エイサー・ミュージック」を生む所以となっている。またソングライターとしても工藤静香、田原俊彦、及川光博、山内惠介 等に楽曲提供している。

### ソロ活動
E-ZEE BAND解散後、ポップス作曲家として新たに歩み始めようと沖縄旅行し、多数の曲を書き溜めて東京へ帰るつもりであったが、沖縄がとても気に入り、2000年に沖縄県に移住。路上ライブ等を行いつつ作曲活動を展開。2002年に沖縄移住第一弾シングル「風のメロディー」をリリース。
プロデュース活動やポップス歌手への楽曲提供はE-ZEE BAND時代より行っていたが、沖縄移住後に出会いプロデュースしたD-51の2005年に発売されたシングル「NO MORE CRY」が50万枚以上売り上げる大ヒットとなった。D-51は同年の第56回NHK紅白歌合戦に出演。D-51とはメジャー・デビュー後6枚のシングル、3枚のアルバムのメインプロデューサーとして携わった。
その後も沖縄三線ポップス伊禮俊一、民謡歌手のプロデュース、エイサーチームの作曲依頼などに携わるなかで、沖縄の古くからの伝統に触れ、口説（くどぅち＝琉球の詩吟ラップ）をフューチャーした沖縄発信のダンスミュージック【ハイパー・エイサー・ミュージック】を創造するようになる。

### ダイナミック琉球【ハイパー・エイサー・ミュージック】
南島詩人：平田大一とコラボレーションした舞台「琉球ルネッサンス」のテーマ曲制作を基に、2008年に沖縄限定でシングル「ダイナミック琉球」をリリース。リリース後10年を経て制作されたMVはYouTube視聴再生2579万回（2025.7月時点）を記録。沖縄県内で反響を呼びオリオンビールのCM、琉球放送ドラマ「キムタカ!」に採用されたほか、エイサー舞踊曲として数多くのエイサー団体に採用された。イクマあきらは現在に至るまで数多くの【ハイパー・エイサー・ミュージック】チューンを数々のエイサーチーム、よさこいチーム（天空しなと屋しん）、現代版組踊団体（舞台）に提供し、自分の持ち歌として歌い続けている。
2017年 、高校バスケットのハーフタイムの応援合戦で女子高生が歌う動画がSNSで話題となり、また同年夏の甲子園大会において仙台育英学園高等学校が応援曲として演奏したことで注目を浴び、他校も取り入れるようになったことで高校野球の応援曲として一気に定番化した。楽曲を登場曲やconcentration songとして使用するプロスポーツ選手も増えた。また成底ゆう子、平川美香、川畑アキラ、MINAMI NiNE、Chuning Candy、デラックスｘデラックスhttps://www.deradera.club/など多くの歌手にカバーされている。

## ディスコグラフィ

### E-ZEE BAND

#### シングル
| 枚   | 発売日        | タイトル                | 規格  | 品番      | 順位 | 収録アルバム      |
| ---- | ------------- | ----------------------- | ----- | --------- | ---- | ----------------- |
| 1st  | 1991年1月25日 | Cool Love               | 8cmCD | RODL-1001 |      | Ja Love           |
| 2nd  | 1991年7月24日 | HAPPY DAY               | 8cmCD | RODL-1002 |      | Ja Love           |
| 3rd  | 1992年6月25日 | WOW WOW                 | 8cmCD | RODL-1003 |      | HOT JAM           |
| 4th  | 1992年8月28日 | Shining Lover           | 8cmCD | RODL-1004 |      | HOT JAM           |
| 5th  | 1993年5月25日 | My Girl                 | 8cmCD | RODL-1005 |      | Club Delicate     |
| 6th  | 1993年9月25日 | Southern Breeze         | 8cmCD | RODL-1006 |      |                   |
| 7th  | 1994年5月25日 | DANCE AROUND            | 8cmCD | RODL-1009 |      | Let me get higher |
| 8th  | 1995年2月22日 | MY LOVE, 心感じるままに | 8cmCD | PIDL-1144 |      | Non Stop Massive  |
| 9th  | 1995年8月23日 | Jumpin' Alright         | 8cmCD | PIDL-1158 |      | HUMMING BIRD      |
| 10th | 1996年2月10日 | Sunny Day Sunshine Love | 8cmCD | PIDL-1169 |      | HUMMING BIRD      |
| 11th | 1996年7月10日 | Step into Summer        | 8cmCD | PIDL-1189 |      |                   |
| 12th | 1997年6月25日 | CRADLE OF LOVE          | 8cmCD | PICL-0013 |      |                   |
| 13th | 1998年2月25日 | SAVE YOUR LOVE          | 8cmCD | PIDL-1246 |      |                   |

#### アルバム
| 枚  | 発売日         | タイトル          | 規格 | 品番      | 順位 |
| --- | -------------- | ----------------- | ---- | --------- | ---- |
| 1st | 1990年10月25日 | PAISLEY LOVER     | CD   | ROCL-1001 | 圏外 |
| 2nd | 1991年8月27日  | JA LOVE           | CD   | ROCL-1002 |      |
| 3rd | 1992年9月9日   | HOT JAM           | CD   | ROCL-1003 |      |
| 4th | 1993年6月25日  | Club Delicate     | CD   | ROCL-1004 |      |
| 5th | 1993年12月21日 | Voice On Voice    | CD   | ROCL-1006 |      |
| 6th | 1994年6月25日  | Let me get higher | CD   | ROCL-1008 |      |
| 7th | 1995年4月26日  | Non Stop Massive  | CD   | PICL-1101 |      |
| 8th | 1996年3月6日   | HUMMING BIRD      | CD   | PICL-1120 |      |
| 9th | 1997年9月10日  | SWINGIN'          | CD   | PICL-1155 |      |

#### ベストアルバム
| 枚  | 発売日        | タイトル                | 規格 | 品番      | 順位 |
| --- | ------------- | ----------------------- | ---- | --------- | ---- |
| 1st | 1999年9月22日 | Best Selection          | CD   | PICL-1189 |      |
| 2nd | 2005年4月27日 | COMPLETE BEST SELECTION | CD   | GNCL-1023 |      |

### イクマ あきら

#### シングル
| 枚  | 発売日         | タイトル        | 規格  | 品番      | 順位 | 収録アルバム                   |
| --- | -------------- | --------------- | ----- | --------- | ---- | ------------------------------ |
| 1st | 2002年11月6日  | 風のメロディー  | 8cmCD | SUGM-1001 | 53位 | LIFE TIME                      |
| 2nd | 2003年4月23日  | SHARING LOVE    | 8cmCD | SUGM-1002 |      |                                |
| 3rd | 2010年10月13日 | MORE ACID BEAT! | 8cmCD | FLHO-105  |      | ダイナミック琉球〜魂の応援歌〜 |

#### アルバム
| 枚  | 発売日        | タイトル                       | 規格 | 品番       | 順位 |
| --- | ------------- | ------------------------------ | ---- | ---------- | ---- |
| 1st | 2003年9月23日 | LIFE TIME（生熊朗名義）        | CD   | SUGM-1003  | 圏外 |
| 2nd | 2009年8月5日  | ダイナミック琉球               | CD   | TKCA-73452 |      |
| 3rd | 2012年9月5日  | 花城～hanagusuku～             | CD   | FLH-O108   |      |
| 4th | 2015年9月30日 | SPIRITS OF CARNIVAL            | CD   | FLH-O115   |      |
| 5th | 2018年7月25日 | SPIRIT OF CARNIVALII           | CD   | FLH-O118   |      |
| 6th | 2020年7月1日  | ダイナミック琉球〜魂の応援歌〜 | CD   | TKCA-74887 |      |

## タイアップ一覧
| 曲名                           | タイアップ                                                         |
| ------------------------------ | ------------------------------------------------------------------ |
| E-ZEE BAND                     |                                                                    |
| HAPPY DAY                      | 全国モーターボート連盟40周年記念CMソング                           |
| WOW WOW                        | TBS系『たけし・所のドラキュラが狙ってる』挿入歌                    |
| Shining Lover                  | カゴメ「KAGOME 100」CMソング                                       |
| Ah 愛しのBlondy Girl           | ロッテ「BLACK BLACKガム」CMソング                                  |
| REAL TIME 〜輝きにとどきたい〜 | タイホー工業「イオンコートソフト」CMソング                         |
| DANCE AROUND                   | TBS系『所さんのワーワーブーブー』エンディングテーマ                |
| Sunny Day Sunshine Love        | テレビ東京系『ASAYAN』オープニングテーマ                           |
| Sunny Day Sunshine Love        | テレビ東京系『夢の船 未来丸』オープニングテーマ                    |
| イクマ あきら                  |                                                                    |
| ダイナミック琉球               | 現代版組踊絵巻「琉球ルネッサンス」テーマソング                     |
| ダイナミック琉球               | オリオンビール「お中元」CMソング （以来、5年イクマ新曲使用される） |
| ダイナミック琉球               | RBCドラマ『キムタカ！』主題歌                                      |
| ダイナミック琉球               | 『Pスーパー海物語 IN 沖縄5』イメージソング                         |
| 琉神マブヤー〜琉神口説〜       | RBC『琉神マブヤー外伝 SO!ウチナー』エンディングテーマ              |

## プロデュース
- D-51
  - 「NO MORE CRY」を含む6枚のシングル、3枚のアルバム。ほとんどを作曲している。
- きいやま商店
  - アルバム「ダックァーセ!」プロデュース。ツアーもギタリストとして参加。現在も楽曲制作に頻繁に関わる。
- thirstyroad
  - 当時所属していたワイズミュージック所属アーチスト。4枚のシングル、3枚のアルバムのプロデュースに携わる。ほか多数のワイズミュージック新人アーティストをプロデュースした。
- 伊禮俊一（三線ポップス歌手）
  - 3枚のシングル、3枚のアルバムのプロデュースに携わる。
- よなは徹（沖縄民謡歌手）
  - アルバム「宴〜party〜（2007年）」3曲をプロデュース。
- Maico https://www.facebook.com/maico.okinawa/?locale=ja_JP
  - ミニアルバム「Beautiful World」をプロデュース。FlyingHighレーベルから2017年7月26日リリース。
- ディアマンテス
  - アルバム曲のソングライティング、ギター演奏、ミックス、マスタリングなどに頻繁に関わる。

■制作プロデュースに関わった最近のアーティスト
- JaaBourBonz（ジャアバーボンズ）アルバム制作に関わる https://jaabourbonz.studio.site/
- 5th Elements×前田秀幸 「ウムイ～想い～」https://www.instagram.com/5th_elements_official/ https://www.maedahideyuki.com/
- 山内惠介 「祭りだホイ！」楽曲制作  https://www.yamauchikeisuke.com/

■これまでに音楽制作プロデュースしたエイサー団体、よさこい団体、、現代版組踊団体、企業
- よさこい |いづる - Izul -  https://izul.jp/
- エイサー |創作芸団レキオス https://requios1998.wixsite.com/requiosofficial
- エイサー |創作演武団 SUZAKU https://www.instagram.com/suzaku0408/
- エイサー |鼓衆若太陽(ちぢんしゅうわかてぃーだ) https://www.instagram.com/chijinshu.wakati_da/
- エイサー |美らさ -Okinawan Drum Dance Artist "CHURASA" https://churasadrum.jimdofree.com/
- エイサー |多良間ふしゃぬふエイサー https://x.com/eisatarama
- よさこい | 天空しなと屋しん （2023.2月解散、11年間 作品を制作）https://www.youtube.com/playlist?list=PLsj1YpWLUfxMSWcQIcbL0bgdGdLhEyUx9
- 舞踊集団 |花やから「More Acid Beat!（もうあしび）」制作 https://www.hanayakara.com/
  - ナチュラルエナジー社（トライアスロンウェットスーツ）「ナチュラルエナジー」楽曲制作https://www.n-energy.co.jp/online_tethujin.html
- 琉球海運 「船よ疾走（はし）れ！」創業70周年ソング制作 https://ryukyushimpo.jp/news/entry-1225109.html
- RBC 琉球放送「琉球祝唄」おきでん百添アワー 「ウチナー紀聞」テーマソング制作 https://uchina-kibun.com/
- つくば市 すみれ保育園   園歌 「夢の扉」楽曲制作

- 数々の現代版組踊 舞台テーマソングを手掛ける https://www.gendaibankumiodori.com/
  - 現代版組踊「息吹～南山義民喜四郎伝」https://www.minamiaizu.jp/ibuki.html
  - 現代版組踊「肝高の阿麻和利」 https://www.amawari.com/